# Mel Galley
Mel Galley (8 de marzo de 1948-1 de julio de 2008), fue un guitarrista inglés que tocó en las agrupaciones Whitesnake, Trapeze, Finders Keepers y Phenomena. Nació en Cannock, Staffordshire, Inglaterra. Su salida de Whitesnake se debió a un accidente que sufrió en Alemania, lo que le impedía tocar la guitarra de manera adecuada. Más tarde logró volver a tocar usando un instrumento llamado "The Claw" (la garra). Junto a su hermano Tom Galley y Wilfried Rimensberger, fundó la agrupación Phenomena.
En julio de 2008 falleció por complicaciones relacionadas con el cáncer de esófago.

## Discografía

### Con Finders Keepers
- Sadie, The Cleaning Lady (sencillo)

### Con Trapeze
- Trapeze
- Medusa
- You Are the Music...We're Just the Band
- The Final Swing
- Hot Wire
- Live At The Boat Club
- Trapeze
- Hold On
- Live in Texas: Dead Armadillos
- Welcome to the Real World
- High Flyers: The Best of Trapeze
- Way Back to the Bone
- On the Highwire

### ConGlenn Hughes
- Play Me Out

### Con Whitesnake
- Saints & Sinners
- Slide It In
- Live In 1984: Back To The Bone (2014)

### Con Phenomena
- Phenomena (Bronze 1985)
- Phenomena II "Dream Runner" (RCA 1987)
- Phenomena III "Inner Vision"
- Psychofantasy (Escape 2006)
- Blind Faith (Escape 2010)

### ConCozy Powell
- Octopuss